# Eviga längtan
Eviga längtan är en poplåt som släpptes 2004 och är den femte singeln av Shirley Clamp.
Den producerades på Lionheart, och släpptes i Sverige den 23 juni 2004, och placerade sig som bäst på #24 på den svenska singellistan. Singeln hade också två versioner av "Eviga längtan". Låten låg på Shirley Clampss debutalbum, "Den långsamma blomman" 2004.
"Eviga längtan" låg också på Svensktoppen i åtta veckor under perioden 26 september-14 november 2004, med #3 som högsta placering.

## Låtlista
1. Eviga längtan
2. Evig radiomix
3. Evig klubbmix

### Listplaceringar
| Lista (2004) | Topplacering |
| ------------ | ------------ |
| Sverige      | 24           |

### Fotnoter
1. ↑  Listplacering